# Nerwik

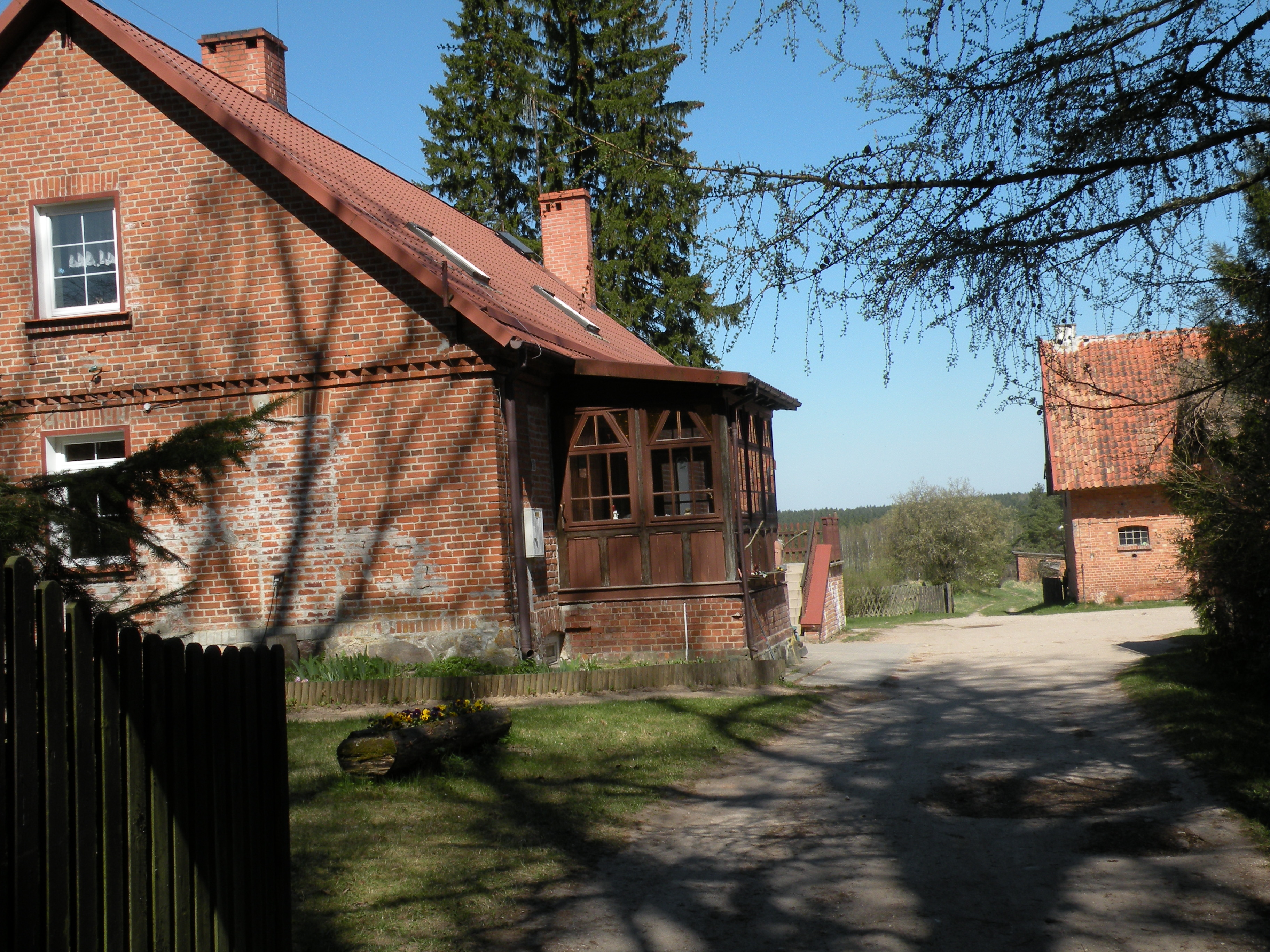
Leśniczówka Nerwik

Nerwik – wieś w Polsce położona w województwie warmińsko-mazurskim, w powiecie olsztyńskim, w gminie Purda. W latach 1975–1998 miejscowość administracyjnie należała do województwa olsztyńskiego.
Niewielka osada leśna na Warmii, położona 2 km od drogi Olsztyn–Grzegrzółki, w dolinie rzeczki Wardęgi. Wieś należy do sołectwa Giławy i Nadleśnictwa Wipsowo. Nieopodal wsi, na północnym wschodzie, znajduje się kilkuhektarowe jezioro śródleśne Artąg, (w języku pruskim - Ardung). Obecnie we wsi jest jedynie kilka domów, zamieszkanych na stałe przez 25 osób, oraz trzy domy znajdujące się na terenie kolonii i leśniczówka, zbudowana na miejscu starej w 1903 roku. Oprócz stałych mieszkańców w Nerwiku przebywają czasowo trzy rodziny. Dwie zaadaptowały stare domy, jedna – świeżo wybudowany dom w środku wsi. Kolejny dom powstał na wzgórzu za wsią, na miejscu nieistniejącego od lat 80. XX w. dworu. Na środku wsi przy rzece znajduje się źródełko z krystalicznie czystą wodą. Mieszkańcy obudowali je. Na obrzeżach Nerwiku od strony zachodniej znajduje się budynek mieszkalny, będący pozostałością po czworakach.

## Historia
Dawniej była tu pruska warownia, broniąca okolicznych terenów przed najazdami Litwinów. Pozostałością po tych czasach są wały obronne (po raz pierwszy opisywane w 1883 r. jako średniowieczne). Wały ziemne miały długość około 4 km a u podstawy miały szerokość 4,4 m, wysokie były na 1,2 m. Ciągnęły się wzdłuż wschodniego jeziora Ardung, przedłużając naturalna linię obronną, jaką stanowiło to jezioro. Ślady obwałowań widoczne są do dziś.
Wieś wymieniana w 1392 roku jako dobra służebne nad jeziorem Nerdingyn, kiedy to Prus imieniem Nerweken otrzymał nadanie od biskupa warmińskiego Henryka Sorboma. W kolejnych latach majątek przechodził w różne ręce, ale zawsze właścicielami byli Prusowie, lub Polacy. W 1533 r. Nerwik nie był już majątkiem ziemskim lecz wsią czynszową. W 1587 r. we wsi były 34 gospodarstwa czynszowe i sołeckie. W Nerwiku produkowano także słód. W 1688 r. sołtys Bartłomiej Nowak miał dwa łany, po trzy mieli Wojciech Piecuch i Adam Lis, cztery łany były nie obsadzone. Po 1772 roku w dokumentach Nerwik wymieniany jest jako wieś czynszowa oraz folwark obejmujący 16 łanów. We wsi była już szkoła, tartak i karczma. Wieś otaczały lasy biskupie zwane Borem Nerwickim. W czasie powstania styczniowego (1863 r.) sołtys Walenty Barwiński ukrywał polskich powstańców, którzy zbiegli z Królestwa Kongresowego i byli poszukiwani przez pruską żandarmerię.
W 1870 roku zanotowano już 145 mieszkańców wsi, a także 8 osób zamieszkujących leśniczówkę. We wsi funkcjonowała szkoła, tartak i karczma, handlowano także słodem. Dzieci mieszkańców wsi nie znały języka niemieckiego, dlatego w 1880 roku pruskie władze zatrudniły w Nerwiku nauczyciela znającego język polski, którym był Albert von Oppenkowski (1855-1905), ojciec Brunona von Openkowskiego. W Nerwiku istniała jedna z bibliotek Towarzystwa Czytelni Ludowych (TCL) założona około 1885 przez Franciszka Szczepańskiego - bibliotekarzem był Jan Geta, kolektorem Kanclerski. W 1911 na 53 dzieci we wsi, 52 mówiło po polsku
W plebiscycie w dniu 11 lipca 1920 za Prusami oddano 100 głosów, a za Polską 20. W roku 1928 notowano 220 mieszkańców.
W kolejnych latach mieszkańcy byli wywożeni, lub sami uciekali i niewielu dziś starszych ludzi może poszczycić się tym, że urodzili się w Nerwiku. Po drugiej wojnie światowej wojnie prawie wszyscy mieszkańcy byli zatrudnieni przy pracach leśnych.
25 kwietnia 2009 odbyła się akcja „Kopernik wstrzymał słońce, my wstrzymamy śmieci". Akcja sprzątania lasów w leśnictwach Graszk oraz Nerwik zorganizowali studenci pedagogiki resocjalizacyjnej i penitencjarnej WSIiE TWP w Olsztynie. Pamiątkowa, drewniana tablica umieszczona została w leśniczówce Nerwik.

## Zabytki
- Dwie kapliczki, w tym jedną z dzwonnicą.
- Dawny budynek szkoły, dziś zamieszkany przez dwie rodziny.
- Kilka domów o charakterze pruskim. Jednym z ciekawszych budynków jest znajdujący się przy wjeździe na mostek, warmiński dom z czerwonej cegły z drewnianymi okiennicami. Również leśniczówka (w oryginalnych zabudowaniach gospodarczych leśniczówki znajduje się stara kanalizacja, min. krany z których bezpośrednio napełniano wodą koryta koni i krów) i stara szkoła zachowały pierwotny charakter.
- W lesie przy wsi na starej sośnie wisi krzyż, którego pochodzenie nie jest dobrze znane. Wiąże się z nim mroczna legenda, ale prawdopodobnie sam krzyż powieszono w XVIII w. aby wyciągnąć zarazę ze wsi.

## Ludzie związani z miejscowością
- We wsi urodził się Fabian Luzjański[potrzebny przypis], od 1512 roku biskup warmiński, który zarządzał również Nerwikiem od 1515 roku.
- W Nerwiku urodził się Brunon Openkowski znany działacz w Związku Polaków w Niemczech.
- W Nerwiku urodził się nauczyciel Jan Dettki, który od 1892 r. uczył w szkole w Butrynach[9].